# 福盛田悠
福盛田 悠（ふくもりた はるか、1991年10月14日 - ）は、ミヤギテレビのアナウンサー。同時期には青木秀尚、中西涼も入社している。

## 略歴・人物
岩手県二戸郡一戸町出身。フェリス女学院大学文学部日本文学科卒業。O型。
2011年フェリス女学院大学の学園祭でフェリストロンゲスト(他大学におけるミスコン)で優勝しミスフェリスになる
学生時代の2012年8月から2013年2月まで、BSフジNEWSの第23期女子大生キャスターとして、火曜日を担当。
2014年4月に秋田朝日放送へアナウンサーとして入社し、2017年3月に退社。
2017年4月に福島テレビへアナウンサーとして入社。FTV在籍中にフジテレビドキュメンタリー大賞のナレーションを担当し、最高賞の大賞を受賞。2019年3月に退社。
2019年4月にミヤギテレビへアナウンサーとして入社。ニュース、情報番組を担当している。また
日本テレビの全国ネットの番組の中継担当もしている。
趣味は盆踊り、映画鑑賞、食べること。

## 担当番組
出演期間に★がある番組は「出演中」

### ミヤギテレビ
- OH!バンデス（2019年5月 -★ ）モバイル中継イチューリポーター
  - スタジオリポーター
  - ミヤギnews every.(コーナーアナトピ)
- ミヤテレスタジアム - MC（2022年4月 -★ ）
- ZIP! - 宮城担当リポーター（2019年5月 -★ ）
- ヒルナンデス - (2022年6月)
- 24時間テレビ - 宮城担当リポーター（2019年5月 -★ ）
- NNNミヤギテレビニュース - 不定期（2019年4月 -★ ）

### 福島テレビ
- FTVテレポートプラス（2018年4月5日 - 2019年3月27日）月 - 水曜 情報キャスター（※2018年9月28日までは木・金曜 情報キャスター）
- サタふく（2018年4月7日 - 2019年3月30日）MC
- FTV みんなのニュース（2017年4月4日 - 2018年3月30日）月 - 金曜 レポーター、土曜 キャスター
- FTVニュース

### 秋田朝日放送
- スーパーJチャンネルトレタテ![4][5]（メインキャスター）（2015年3月30日 - 2017年3月、同年7月31日まで月・水・金。同年8月3日 - 2016年9月30日は月 - 金。同年10月3日 - 2017年3月31日は月・火・金担当。）
- AABニュース&ウェザー